# اولا ویزنر
اولا ویزنر (به انگلیسی: Ulla Wiesner) (زاده ۱۲ دسامبر ۱۹۴۰) خواننده آلمانی است.
او نماینده آلمان در یوروویژن ۱۹۶۵ بود.